# Australische Basketballnationalmannschaft der Damen
Die australische Basketballnationalmannschaft der Damen, in Australien meist Opals bzw. aufgrund Sponsorings zurzeit Jayco Opals genannt, repräsentiert Australien bei internationalen Basketballwettbewerben. Seit Mitte der 1990er-Jahre gehört sie zur absoluten Weltspitze, größter Erfolg war der Weltmeistertitel 2006.

## Geschichte
Ende der 1970er-Jahre und in den 1980er-Jahren feierte die Mannschaft um Jenny Cheesman und Robyn Maher erste Erfolge wie die Halbfinalteilnahmen bei der Weltmeisterschaft 1979 und den Olympischen Spielen 1988. Als eine der ersten australischen Starspielerinnen gilt Michele Timms, die u. a. bei Lotus München und BTV Wuppertal aktiv war. Zusammen mit Sandy Brondello und Rachael Sporn war sie entscheidend an den Erfolgen der australischen Nationalmannschaft Mitte und Ende der 1990er-Jahre, wie den Bronzemedaillen-Gewinnen bei den Olympischen Spielen 1996 und der Weltmeisterschaft 1998, beteiligt. Weitere australische Spielerinnen schafften es in der Folgezeit in die WNBA. In jenen Jahren erreichte Australien das Finale der Olympischen Spiele 2000, 2004 sowie 2008 und gewann, angeführt von Lauren Jackson und Penny Taylor, die Weltmeisterschaft 2006.

## Abschneiden bei internationalen Wettbewerben

### Weltmeisterschaften
| - 1953 – nicht teilgenommen - 1957 – 10. Platz - 1959 – nicht teilgenommen - 1964 – nicht teilgenommen - 1967 – 10. Platz - 1971 – 9. Platz - 1975 – 10. Platz - 1979 – 4. Platz - 1983 – 11. Platz - 1986 – 9. Platz | - 1990 – 6. Platz - 1994 – 4. Platz - 1998 – . Platz - 2002 – . Platz - 2006 – . Platz - 2010 – 5. Platz - 2014 – . Platz - 2018 – . Platz |

### Olympische Spiele
| - 1976 – nicht qualifiziert - 1980 – nicht qualifiziert - 1984 – 5. Platz - 1988 – 4. Platz - 1992 – nicht qualifiziert | - 1996 – . Platz - 2000 – . Platz - 2004 – . Platz - 2008 – . Platz - 2012 – . Platz |

### Ozeanienmeisterschaften
| - 1974 – . Platz - 1978 – . Platz - 1982 – . Platz - 1985 – . Platz - 1989 – . Platz - 1993 – nicht teilgenommen - 1995 – . Platz - 1997 – . Platz | - 2001 – . Platz - 2003 – . Platz - 2005 – . Platz - 2007 – . Platz - 2009 – . Platz - 2011 – . Platz - 2013 – . Platz - 2015 – . Platz |

### Asienmeisterschaften
| - 2017 – . Platz |

## Kader
| Spieler | Spieler           | Spieler           | Spieler | Spieler | Spieler  | Spieler                   |
| Nr.     | Name              | Geburt            | Größe   | Info    | Einsätze | Verein                    |
| ------- | ----------------- | ----------------- | ------- | ------- | -------- | ------------------------- |
|         |                   | Guards (PG, SG)   |         |         |          |                           |
| 4       | Tessa Lavey       | 29.03.1993        | 172     |         |          | Perth Lynx                |
| 5       | Leilani Mitchell  | 15.06.1985        | 165     |         |          | Phoenix Mercury           |
| 7       | Penny Taylor      | 24.05.1981        | 185     |         |          | Phoenix Mercury           |
| 12      | Katie Ebzery      | 10.01.1981        | 177     |         |          | Dynamo Moskau             |
| 13      | Erin Phillips     | 19.05.1985        | 173     |         |          | Dallas Wings              |
|         |                   | Forwards (SF, PF) |         |         |          |                           |
| 6       | Stephanie Talbot  | 15.06.1994        | 186     |         |          | Norwood Flames            |
| 9       | Natalie Burton    | 23.03.1989        | 194     |         |          | Perth Lynx                |
| 10      | Rachel Jarry      | 06.12.1991        | 186     |         |          | Basket Lattes Montpellier |
| 11      | Laura Hodges      | 13.12.1983        | 191     |         |          | Tango Bourges Basket      |
| 8       | Cayla George      | 01.05.1989        | 194     |         |          | UNIQA Sopron              |
|         |                   | Center (C)        |         |         |          |                           |
| 8       | Elizabeth Cambage | 18.08.1991        | 203     |         |          | Shanghai Baoshan Dahua    |
| 14      | Marianna Tolo     | 02.07.1989        | 196     |         |          | Canberra Capitals         |

| Trainer               | Trainer       | Trainer          |
| Nat.                  | Name          | Position         |
| --------------------- | ------------- | ---------------- |
| Australien            | Brendan Joyce | Cheftrainer      |
| Australien            | Lori Chizik   | Trainerassistent |
| Australien            | Damian Cotter | Trainerassistent |
| Quellen               |               |                  |
| Teamhomepage          |               |                  |
| Ligahomepage          |               |                  |
| Stand: 5. August 2016 |               |                  |

|}